# Султан Шахрияр-мирза
Шахзаде Султан Шахрияр Мирза (16 января 1605 — 23 января 1628) — могольский правитель, принц из династии Бабуридов, пятый и самый младший сын могольского императора Джахангира. Де-факто император Империи Великих Моголов с 28 октября 1627 по 23 января 1628 года. Был казнен по приказу своего старшего брата, нового могольского императора Шах-Джахана.

## Ранние годы
Шахрияр родился 16 января 1605 года в Агре, за несколько месяцев до смерти своего деда, императора Акбара 27 октября 1605 года. Его мать была наложницей.
На 16-м году правления своего отца Джахангира, в 1621 году, принц Шахрияр женился на Михр-ун-Ниссе Бегум (ок. 1605—1644), дочери своей мачехи Нур-Джахан от первого брака с Шер Афган-Ханом (? — 1607). У Шахрияра и Михр-ун-Ниссы была одна дочь, Арзани Бегум Сахиба (род. 13 сентября 1623).
В октябре 1625 года император Джахангир назначил принца Шахрияра Мирзу губернатором (субадаром) Татты. Шариф-уль Мульк осуществлял управление областью в качестве заместителя принца.

## Борьба за престолонаследие
28 октября 1627 года в Кашмире скончался император Великих Моголов Джахангир. На вакантный императорский престол стали претендовать его оставшиеся в живых сыновья, Шах-Джахан и Шахрияр. Шах-Джахан поспешил из Декана в столицу. На стороне Шах-Джахана находился крупный могольский военачальник Асаф-хан, на дочери которого был женат первый. При поддержке Нур-Джахан принц Шахрияр-мирза, находившийся тогда в Лахоре, объявил себя новым падишахом Империи Великих Моголов (носил титул в течение трех месяцев). Шахрияр-мирза немедленно захватил императорскую казну и на неё набирал огромную, но необученную армию, чтобы обеспечить себя престол.
Вскоре под Лахором армия Шахрияра встретилась с войсками Асаф-хана (отца Мумтаз-Махал), который хотел, чтобы его зять Шах-Джахан вступил на императорский престол. Асаф-хан даже объявил новым падишахом в Агре марионетку, принца Давар Бахша, чтобы таким образом сохранить трон для Шах-Джахана. Шахрияр-мирза был разгромлен и бежал в Лахор, где на следующее утро был взят в плен. Асаф-хан приказал заключить принца Шахрияра в тюрьму, где через два-три дня он был ослеплен. Сообщали, что у Шахрияра так же была форма проказы, из-за которой он потерял все свои волосы, включая брови и ресницы.
Как и все могольские принцы, Шахрияр-мирза обучался поэзии и, после того как он был ослеплен в конце своей жизни, он написал пронзительный стих под названием «Bi Gu Kur Shud didah-i-Aftab».

## Смерть
30 декабря 1627 года Шах-Джахан в Агре был провозглашен падишахом Империи Великих Моголов. 23 января 1628 года по распоряжению нового императора Асаф-хан приказал умертвить в Лахоре падишаха-марионетку Давар Бахша и его брата Гаршаспа Мирзу, их дядю Шахрияра Мирзу, а также Тахмураса и Хошанга, сыновей покойного принца Даниала Мирзы.